# LXXII. Armeekorps
LXXII. Armeekorps var en tysk armékår under andra världskriget. Kåren organiserades den 13 februari 1944.

## Pragoffensiven

### Organisation
Armékårens organisation den 5 maj 1945:
- 254. Infanterie-Division
- 78. Volks-Sturm-Division
- 304. Infanterie-Division

## Befälhavare
Kårens befälhavare:
- General der Infanterie Sigismund von Förster  13 februari 1944–1 september 1944
- Generalmajor Georg Zwade  1 september 1944–1 september 1944
- Generalleutnant August Schmidt  15 september 1944–22 januari 1945
- General der Infanterie Anton Grasser  22 januari 1945–1 april 1945
- Generalleutnant Werner Schmidt-Hammer 1 april 1945-8 maj 1945

Stabschef:
- Oberst Werner Müller  1 februari 1944–15 september 1944
- Oberst Paul Engels   15 september 1944–30 november 1944
- Oberst Joachim Möller   30 november 1944–1 februari 1945